# Agave americana
Agave d'Amérique
Pour les articles homonymes, voir Cabuya.
Espèce
Classification APG III (2009)
Statut de conservation UICN

 LC  : Préoccupation mineure
Agave americana, communément appelé Agave américain, Agave d'Amérique, est une espèce d'agaves de la famille des Agavacées. Il est également appelé choka bleu à La Réunion. Il s'agit d'une espèce originaire d'Amérique du Nord. Très utilisé en horticulture, il est maintenant naturalisé sur tous les continents. Il en existe une multitude de cultivars.
Elle est considérée comme une espèce invasive dans le sud de la France, notamment dans le Parc national des Calanques  où des campagnes d'arrachage ont régulièrement lieu.

## Description

### Morphologie

#### Appareil végétatif
L'Agave américain est une plante grasse herbacée vivace. Il possède des tiges souterraines (rhizomes) capables de produire des drageons, mais presque pas de tige aérienne : une trentaine de grandes feuilles est disposée en large rosette de 2 à 3,70 m de hauteur pour 1 à 2 m de diamètre.
Chaque feuille atteint jusqu’à 2 m de longueur et a de 15 à 25 cm de largeur,, ; son extrémité peut parfois être recourbée vers le bas. Lisse, rigide, épaisse, elle est de couleur vert bleuté à maturité, bien que certaines variétés puissent avoir des rayures longitudinales jaunes ou blanches. Toutes les feuilles présentent des épines sur leurs bordures (espacées de 1 à 4 cm) et à leur extrémité. Les épines des bordures sont grises à brunes, la pointe dirigées vers le bas en diagonale, et mesurent de 8 à 10 mm,. L'épine terminale, brune ou brun-noirâtre, peut atteindre plus de 2 cm de long, généralement de 2 à 6 cm.

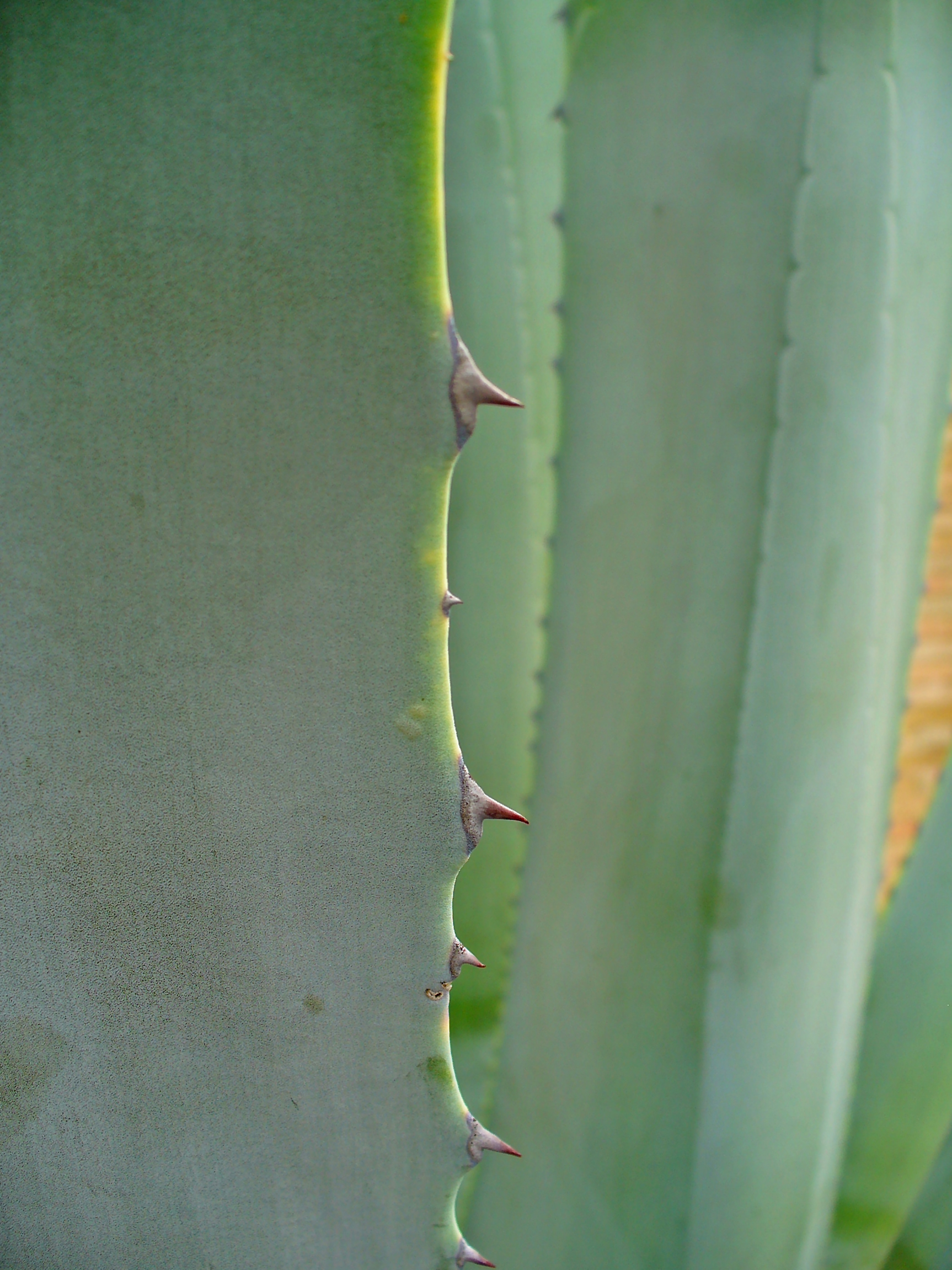
Épines sur la bordure d’une feuille
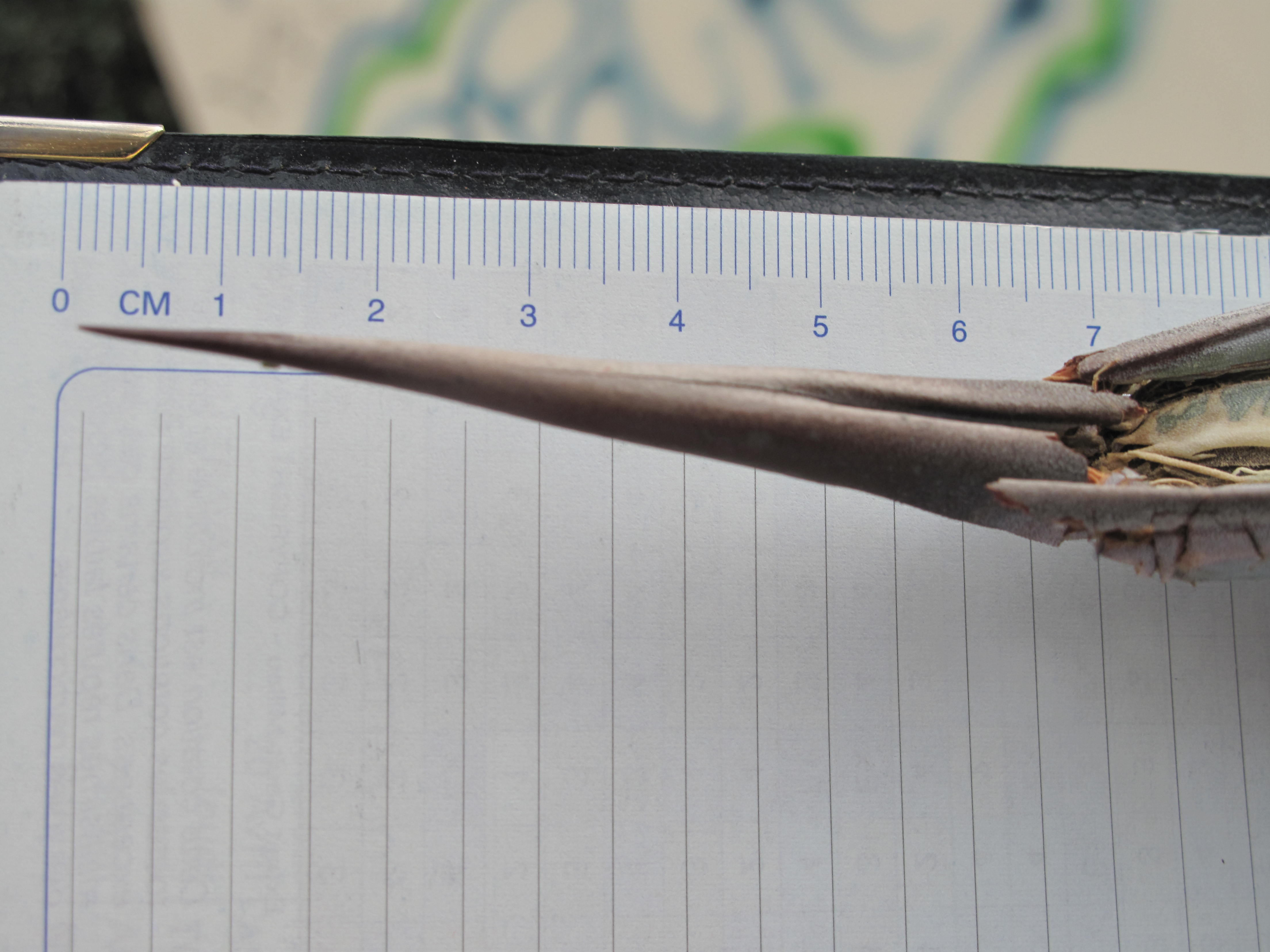
Longue épine terminale

#### Appareil reproducteur
La hampe florale pousse à partir du centre de la rosette de feuilles et atteint 5 à 10 m de hauteur environ,,. Elle porte de 15 à 35 ramifications horizontales et légèrement ascendantes. La hampe et ses ramifications portent un grand nombre de fleurs jaunes et vertes disposées en panicules. Les bractées, de forme triangulaire, mesurent de 5 à 15 cm de long.
Chaque fleur mesure entre 7 et 10,5 cm de diamètre. Elle est constituée d'un périanthe jaune à maturité, dans lequel le calice et la corolle sont fusionnés en un tube cylindrique ou légèrement en entonnoir, de 1,2 à 2 cm de long, est surmonté de 6 lobes libres de 2 à 3,5 cm de long.
Le style blanc et étamines jaunes dépassent largement le périanthe. Les étamines sont insérées sur le périanthe un peu au-dessus de la moitié du tube. L'ovaire mesure de 3 à 4,5 cm de long. La pollinisation est assurée par des animaux (oiseaux, chauves-souris, papillons de nuit ou autres insectes).
Le fruit est une capsule oblongue de 3,5 à 8 cm de long, de couleur sombre à maturité,, contenant des graines mesurant de 6 à 8 mm.

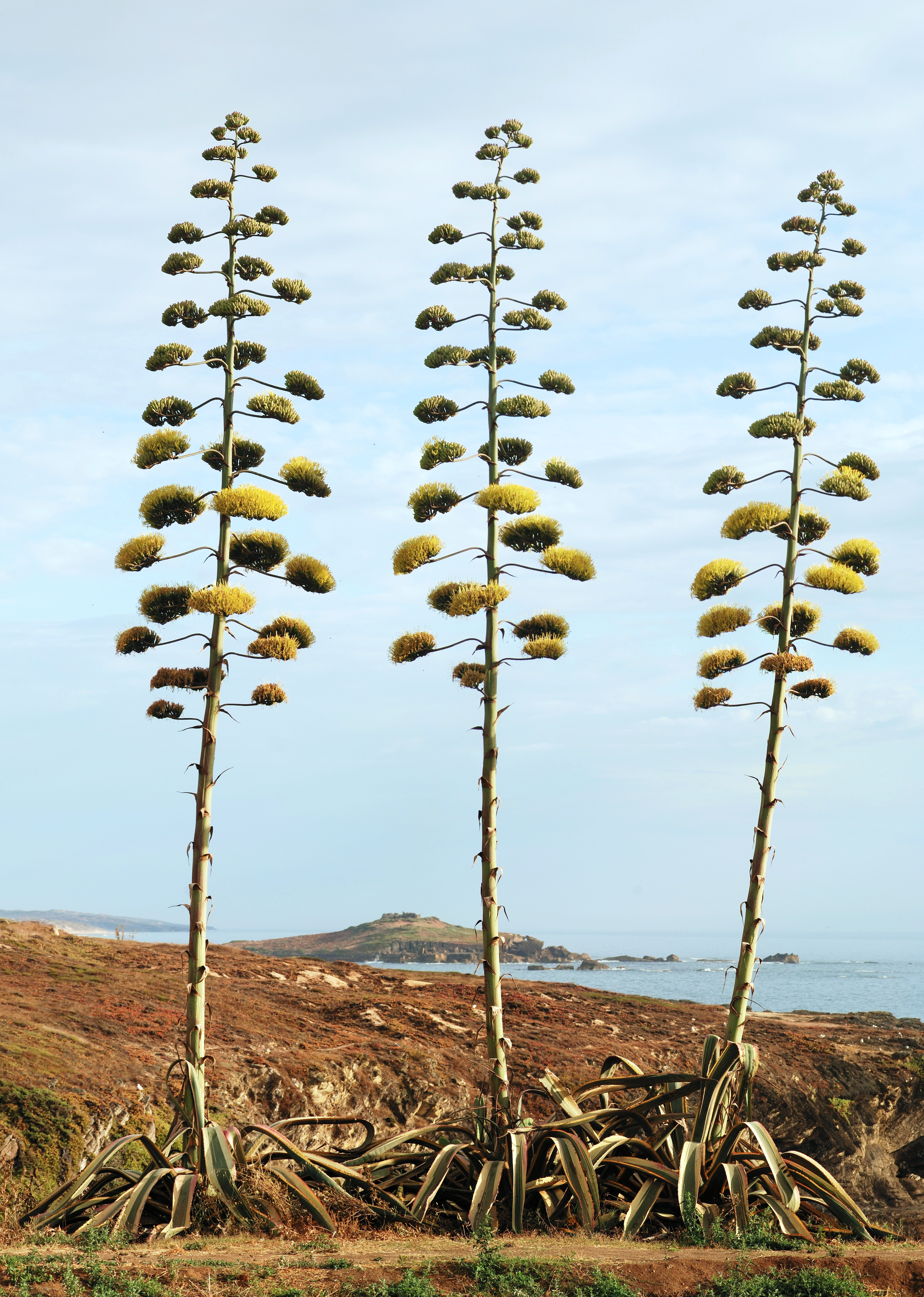
Hampes florales
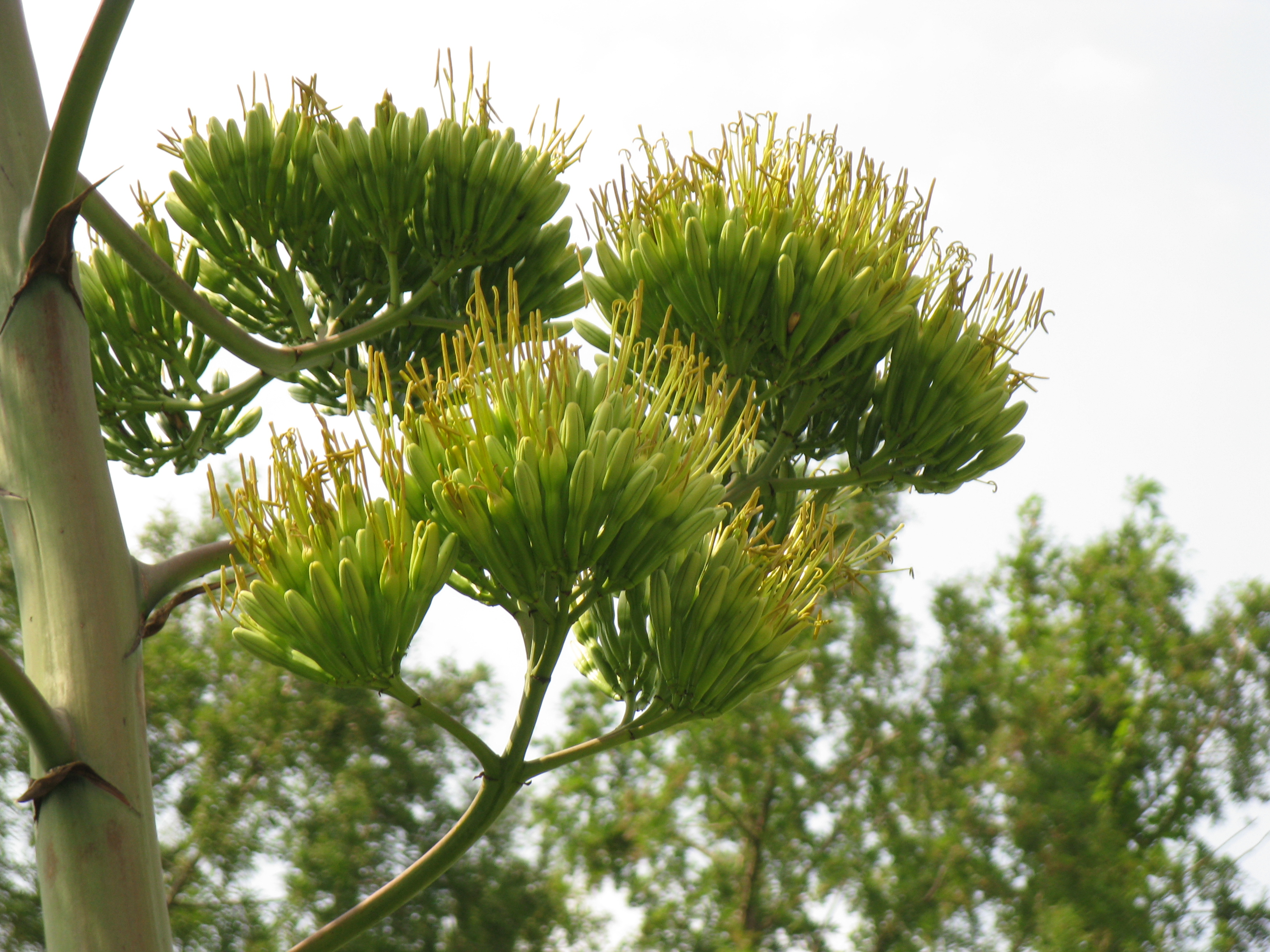
Bractées et inflorescences
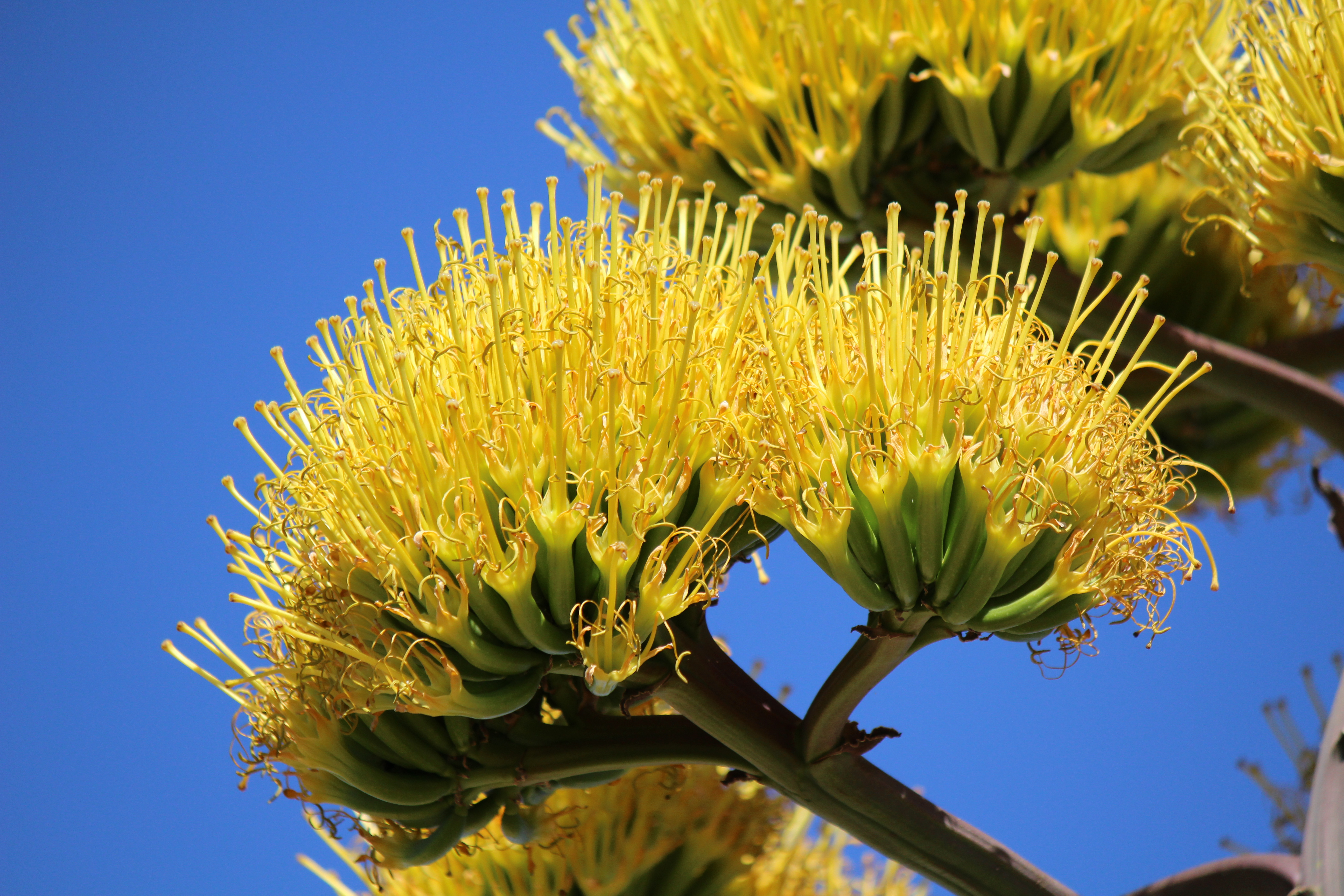
Détail des fleurs
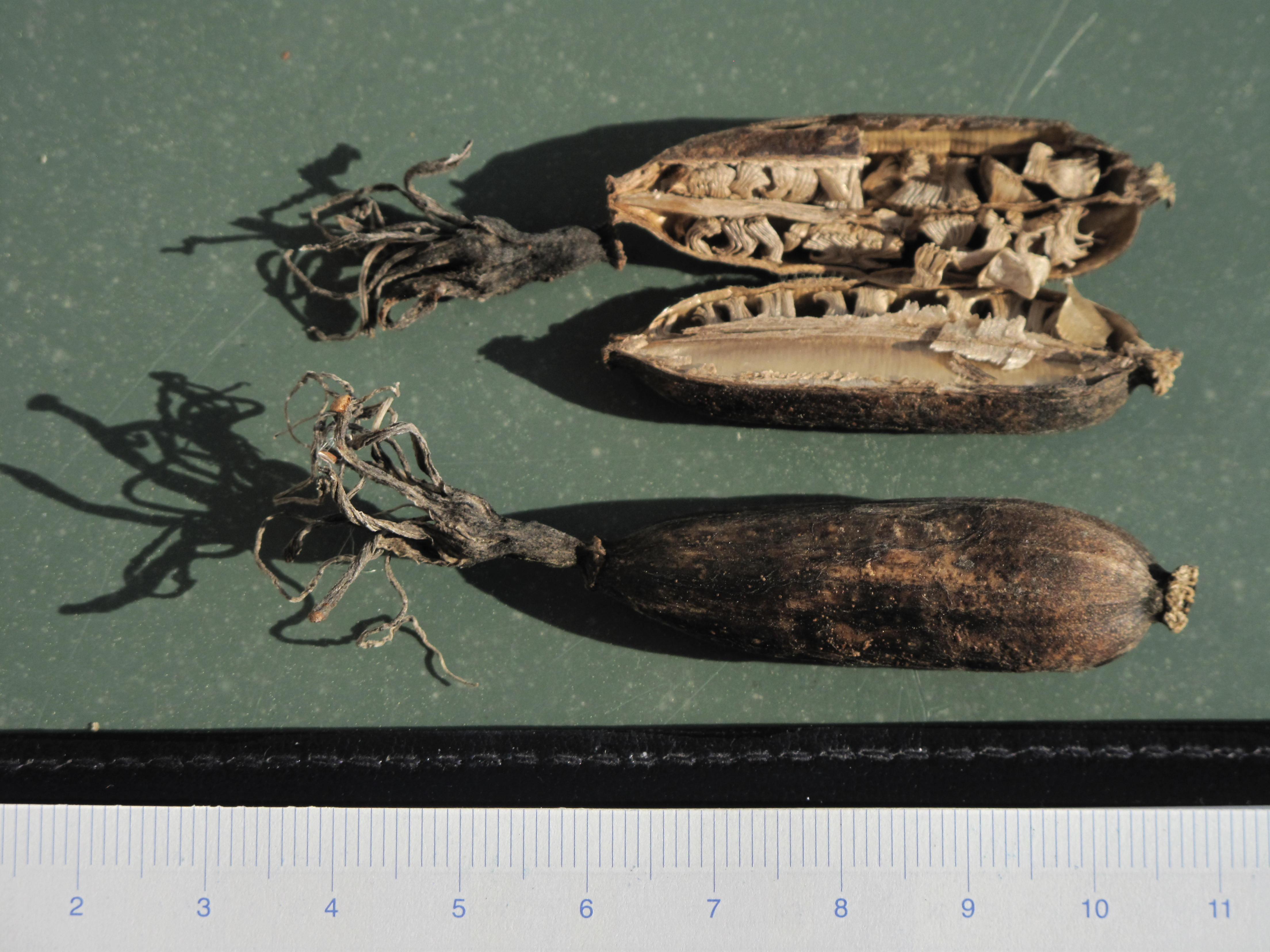
Capsules et graines
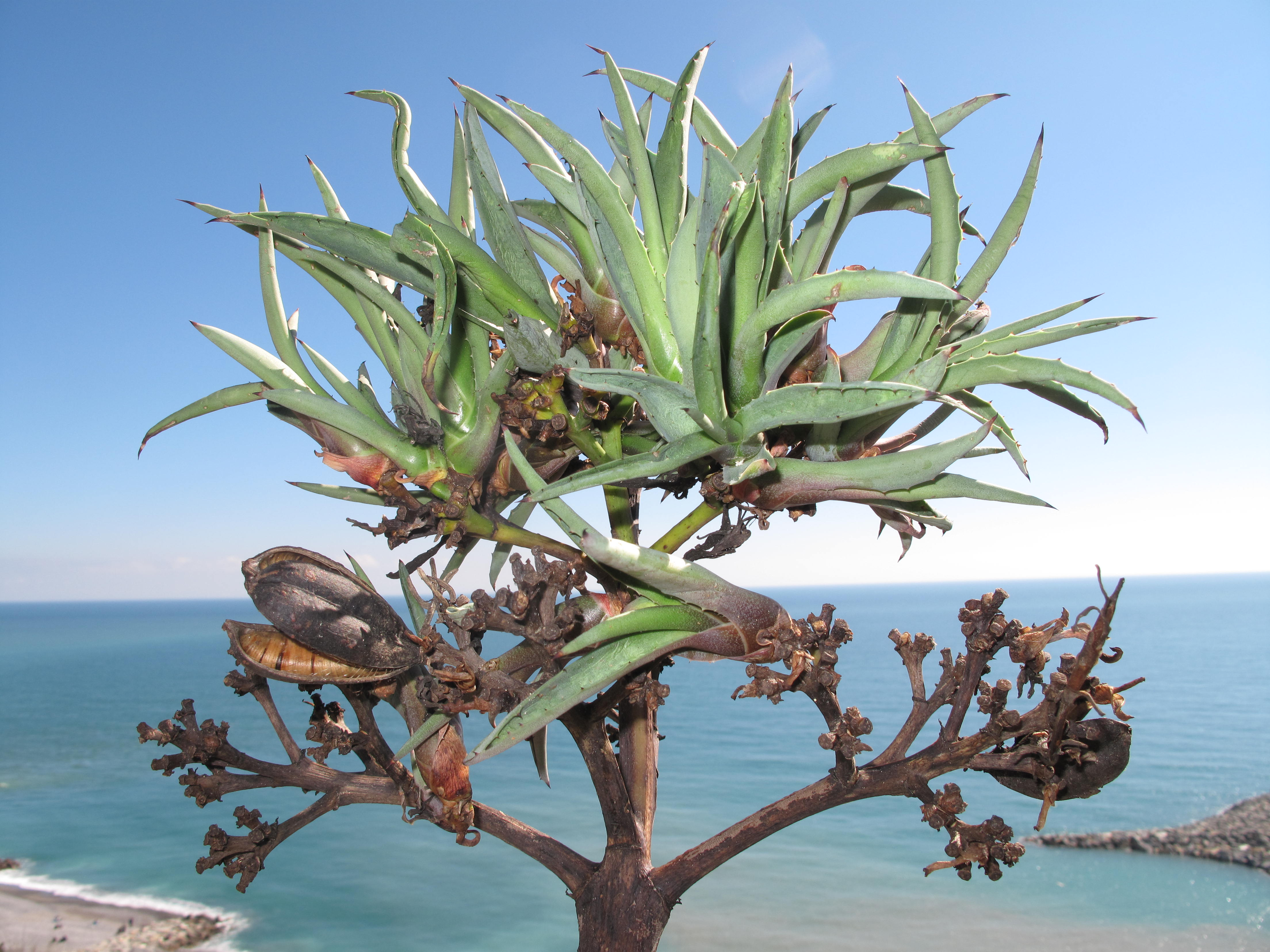
Anciennes capsules et bulbilles au sommet de la hampe florale

### Reproduction
La floraison, unique dans la vie de la plante (espèce monocarpique), a lieu en été lorsque l'individu a entre dix et quinze ans, et dure plusieurs mois, attirant de nombreux insectes avant de s'effondrer au vent par épuisement de la plante, qui meurt progressivement en laissant, comme tout au cours de sa vie, de nombreux drageons.
Le fruit ne se développe pas systématiquement, la reproduction est couramment asexuée. Outre les rejets (drageons) déjà mentionnés, produits par les rhizomes, il peut apparaître quelques bulbilles sur la hampe florale,.

### Formule chromosomique
Cette espèce est sans doute un complexe polyploïde, avec les cellules haploïdes à n=30 chromosomes. Les individus peuvent posséder 60 (diploïdes), 120 (tétraploïdes) voire 180 (hexaploïdes) chromosomes. Il existe de plus des individus présentant une aneuploïdie.

### Métabolisme acide crassulacéen
L'agave américain présente, comme d’autres agaves, un métabolisme acide crassulacéen (plante "CAM") qui lui permet de n'ouvrir ses stomates que la nuit et ainsi de limiter les pertes d’eau par évapotranspiration, mais aussi d’empêcher la photorespiration, ce qui augmente sa productivité.

### Toxicité
La sève de cet agave peut provoquer des dermatoses du fait de la présence de saponines, d'huiles irritantes et de cristaux d’oxalate de calcium. Ces dermatoses peuvent être combattues avec l'air chaud d'un simple sèche cheveux en plusieurs passages sur les rougeurs ou démangeaisons, l'effet est très rapide et soulage énormément.

## Répartition et habitat
Originaire du Mexique et de l'extrême sud-ouest des États-Unis, cette espèce s'est naturalisée dans d’autres régions du monde telles que le pourtour méditerranéen, l'Inde, le Pakistan ou la Chine,. Elle est cultivée sur tous les continents, hormis l'Antarctique.
Arrivé en Europe en 1520, l'agave americana est devenu une espèce exotique envahissante dans certaines zones et menace la biodiversité locale. Dans le Parc national des Calanques, des campagnes d'arrachage sont organisées pour restaurer les écosystèmes. Un mezcal local est produit à partir des plans arrachés.

## Sous-espèces, variétés et cultivars
Deux sous-espèces et deux variétés sont acceptées à l'heure actuelle selon les jardins botaniques royaux de Kew :
- Agave americana americana (sous-espèce), l'Agave américain à proprement parler ;
- Agave americana protamericana (sous-espèce), Gentry ;
- Agave americana expansa (variété), (Jacobi) Gentry ;
- Agave americana oaxacensis (variété), Gentry.

### Variétés et cultivars
Les scientifiques ne reconnaissent à l'heure actuelle que deux variétés :
- Agave americana var. americana
- Agave americana var. marginata (Agave aux feuilles bicolores[7]), Trel.

Il existe toutefois divers cultivars tel que
- Agave americana 'mediopicta', Trel ;
- Agave americana 'striata', Trel ;
- Agave americana 'variegata', Hook.

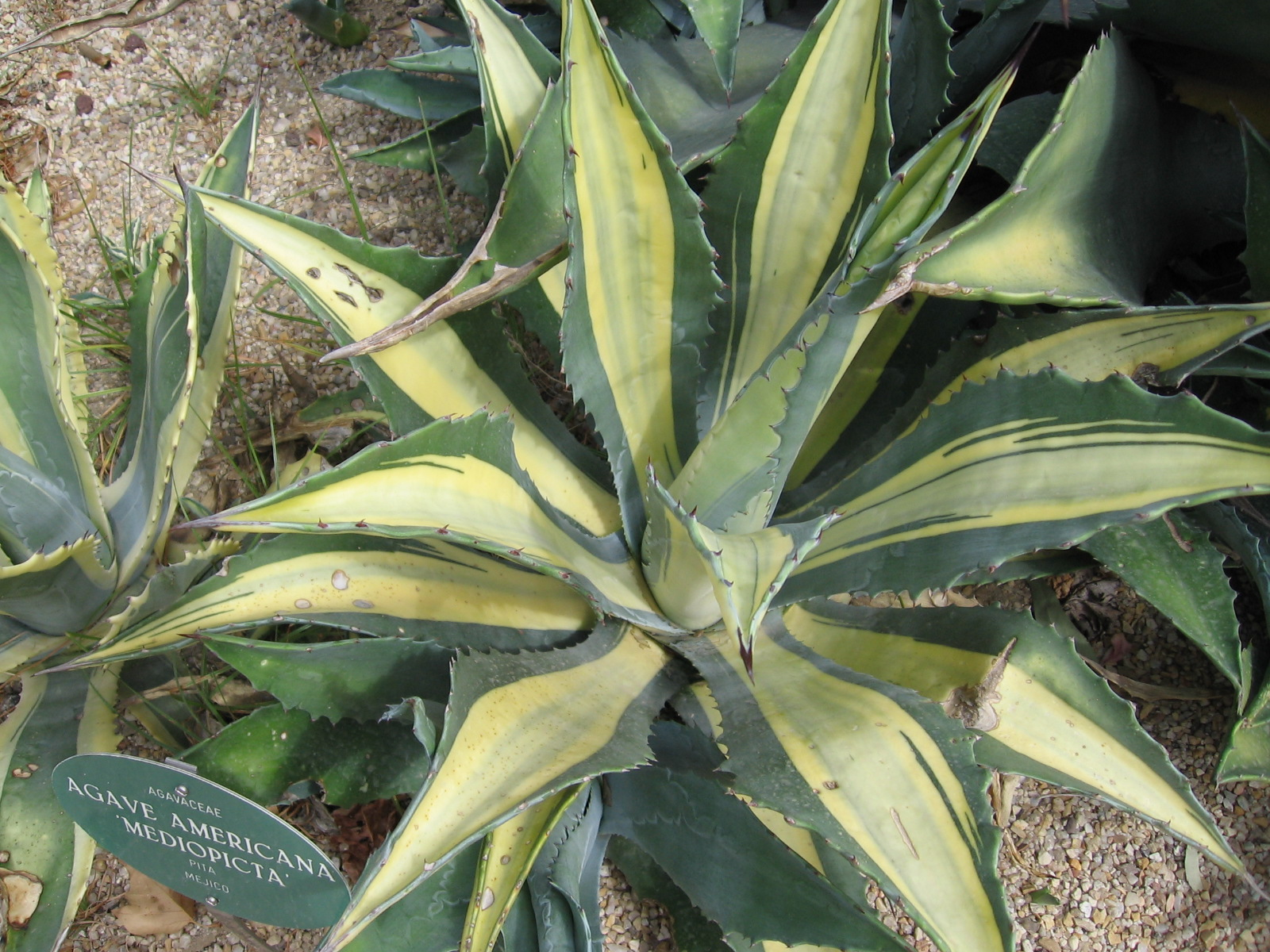
cultivar 'medio-picta’
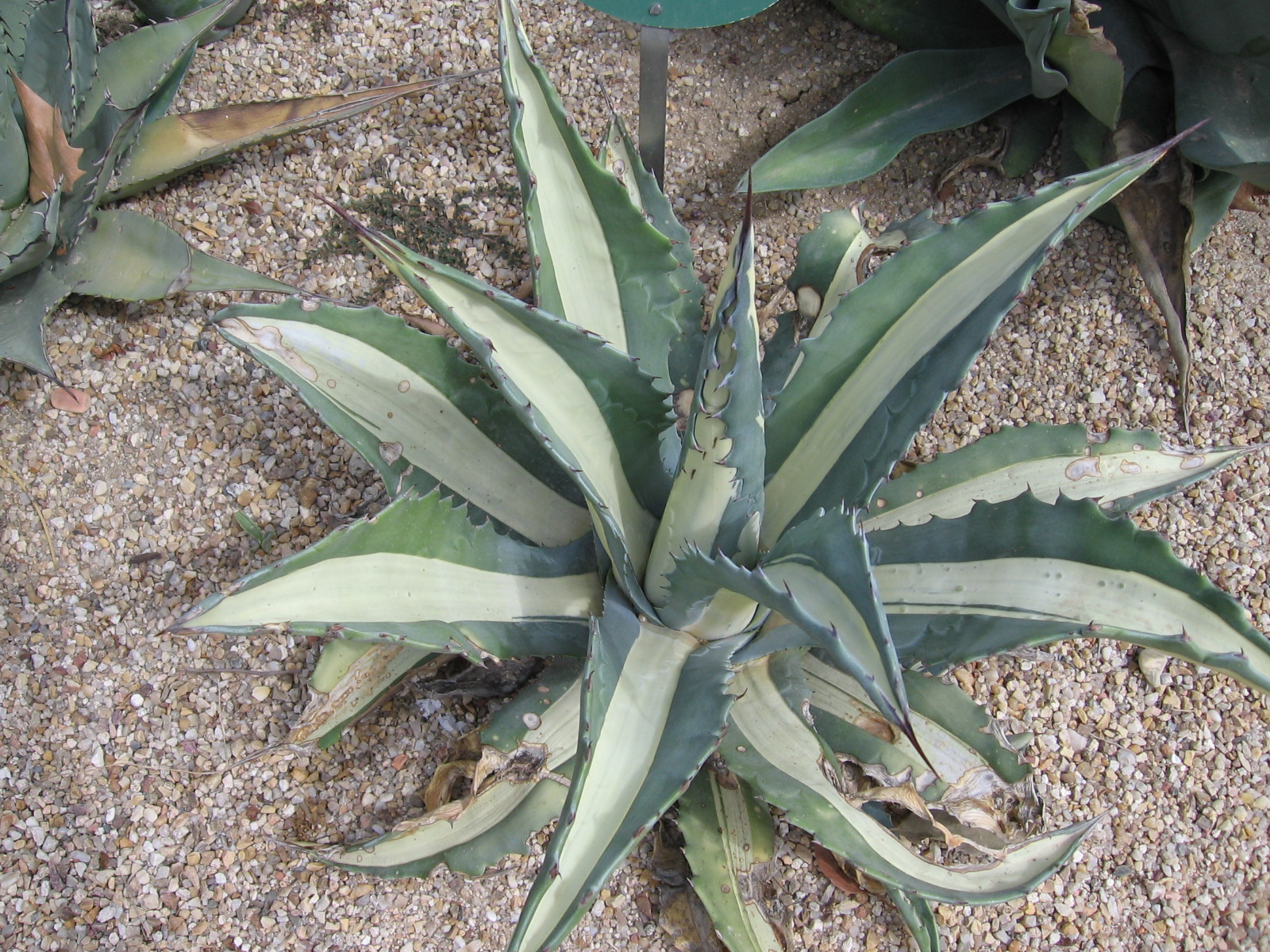
cultivar 'medio-picta alba'
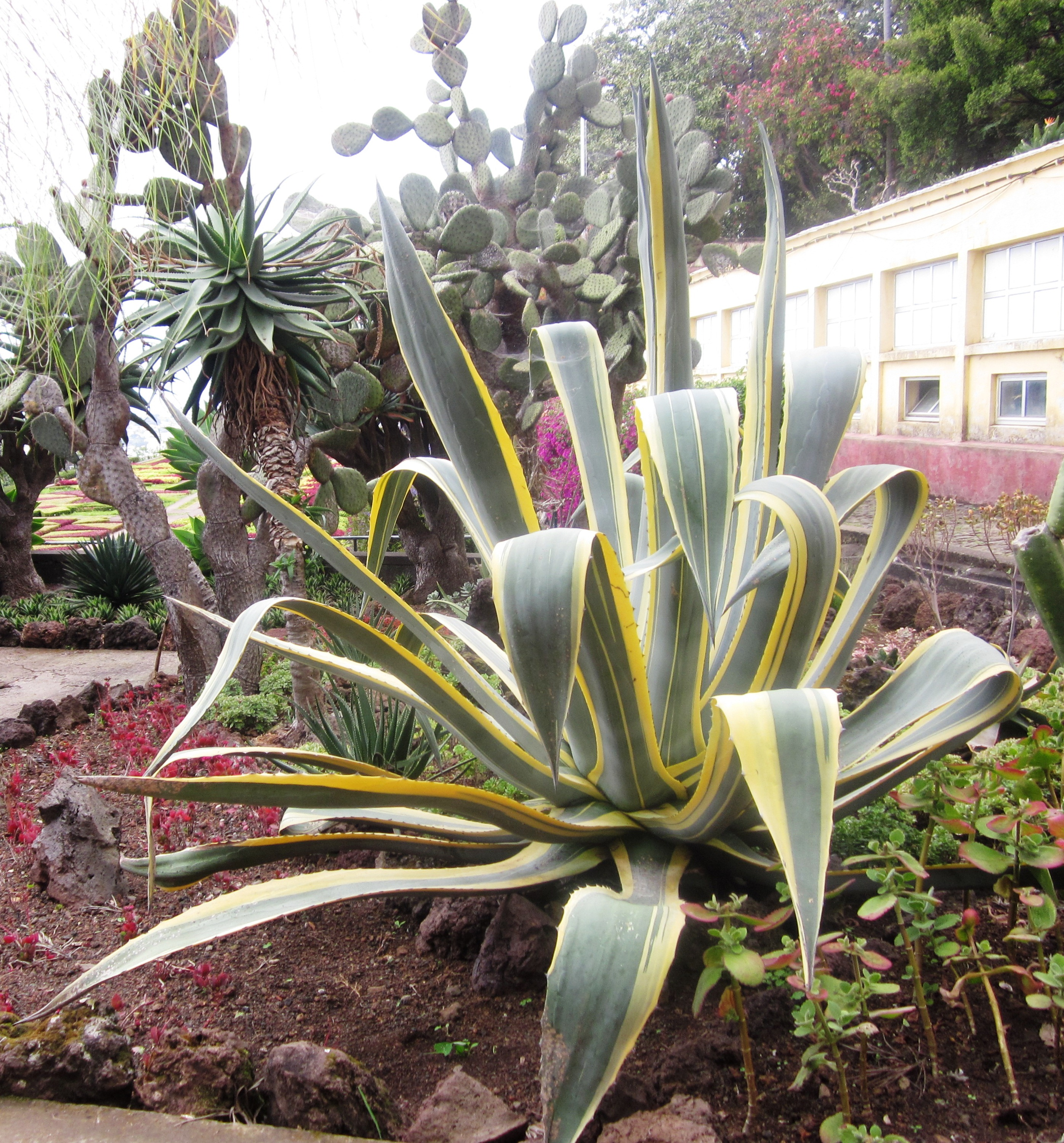
cultivar ’variegata'
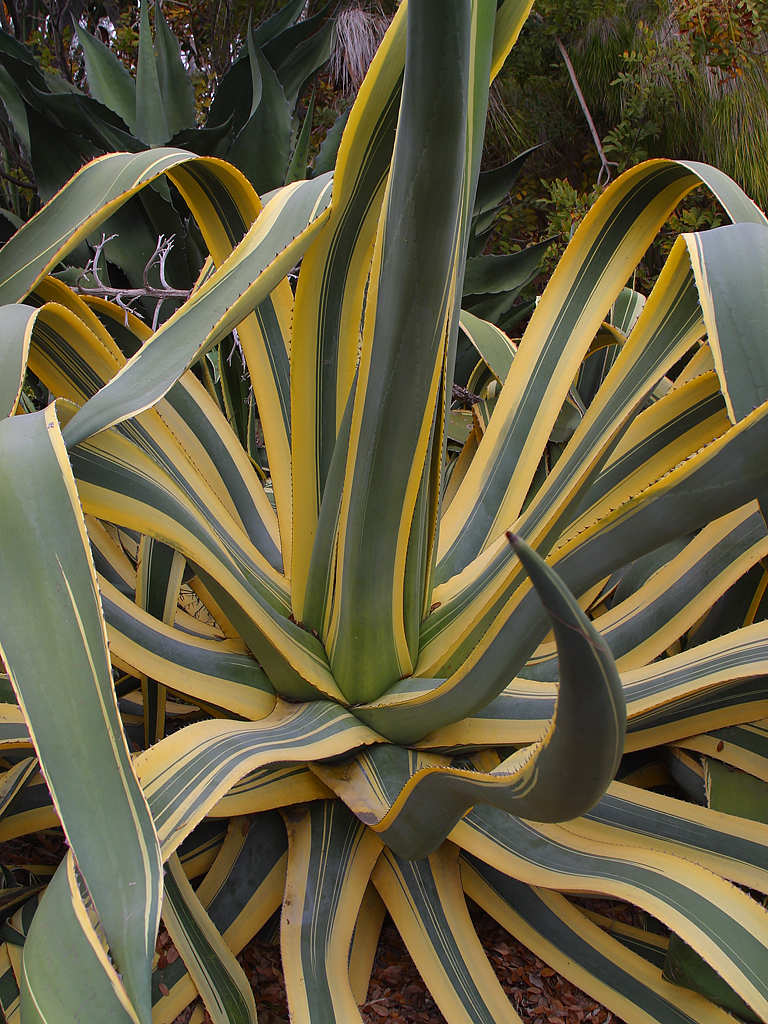
variété 'marginata'

## L'Agave américain et l'Homme
L'agave est une plante majeure de l'Amérique précolombienne car elle peut être cultivée en même temps et sur la même parcelle que le maïs, ce qui permet d'augmenter la productivité des parcelles.

### Usages

#### Plante ornementale
L'Agave américain atteint un grand volume et doit être cultivé dans des pots volumineux en terre cuite ou dans des bacs en bois. Il doit être gardé à l'intérieur durant l'hiver en dehors des régions chaudes.
L'agave peut résister à des gelées de −5 °C à −8 °C en sol bien drainant.

#### Production de fibres
Cet agave permet la production de fibres (pite) pour fabriquer notamment corde et ficelle, mais aussi du papier et des nattes. Ce sont des fibres présentant une bonne résistance à la tension et une certaine extensibilité. De couleur claire, lustrées, ces fibres mesurent de 60 à 200 cm de long pour 12 à 18 µm de diamètre Cette utilisation est attestée en Amérique depuis le VIIIe millénaire av. J.-C..

#### Boissons alcoolisées
Mezcal, jus cuit et fermenté des feuilles après distillation et pulque, non distillé. Ces boissons constituaient un apport calorique essentiel dans les civilisations précolombiennes. La tequila est produite par un autre agave, Agave tequilana.

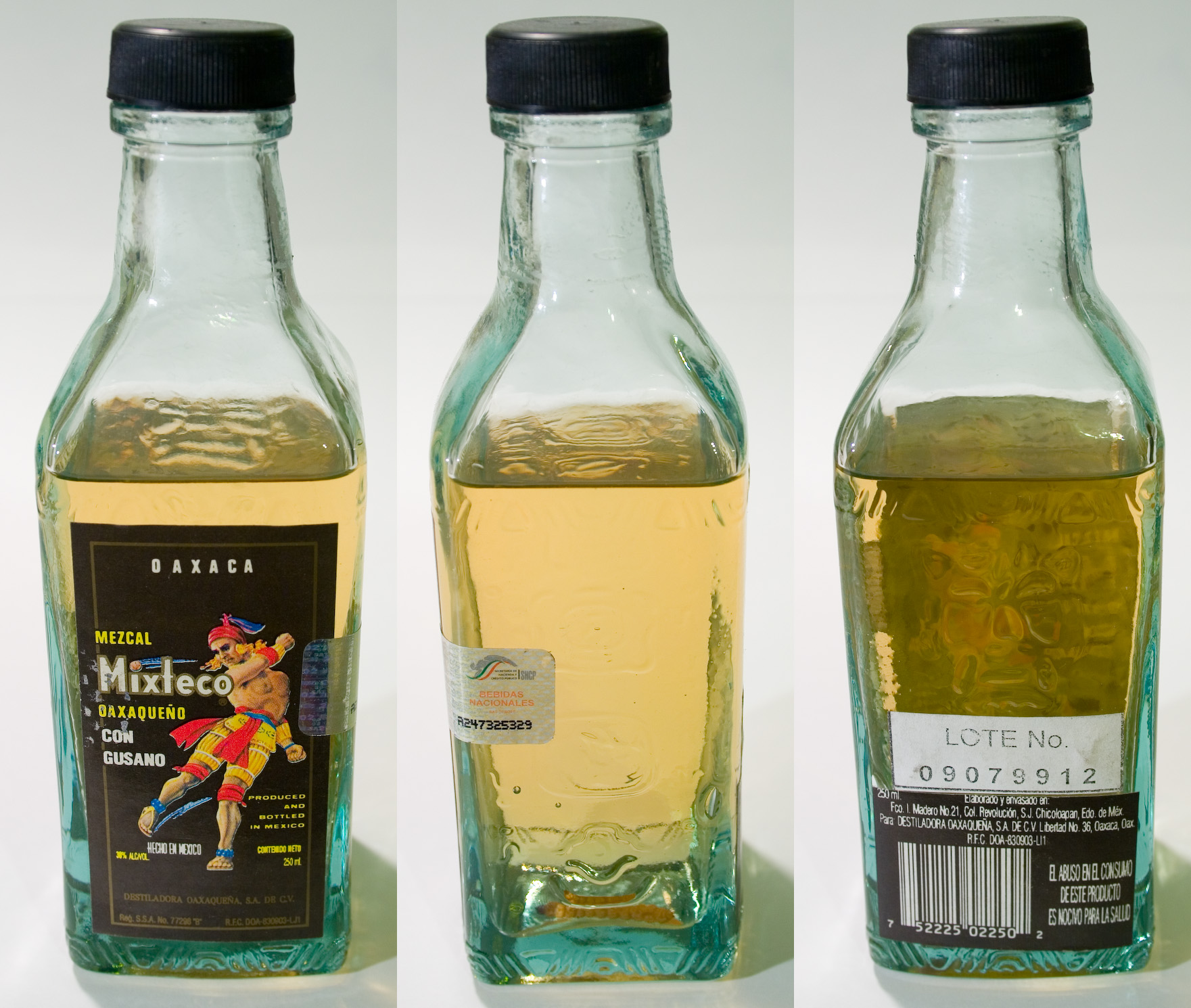
Bouteille de mezcal sous différents angles
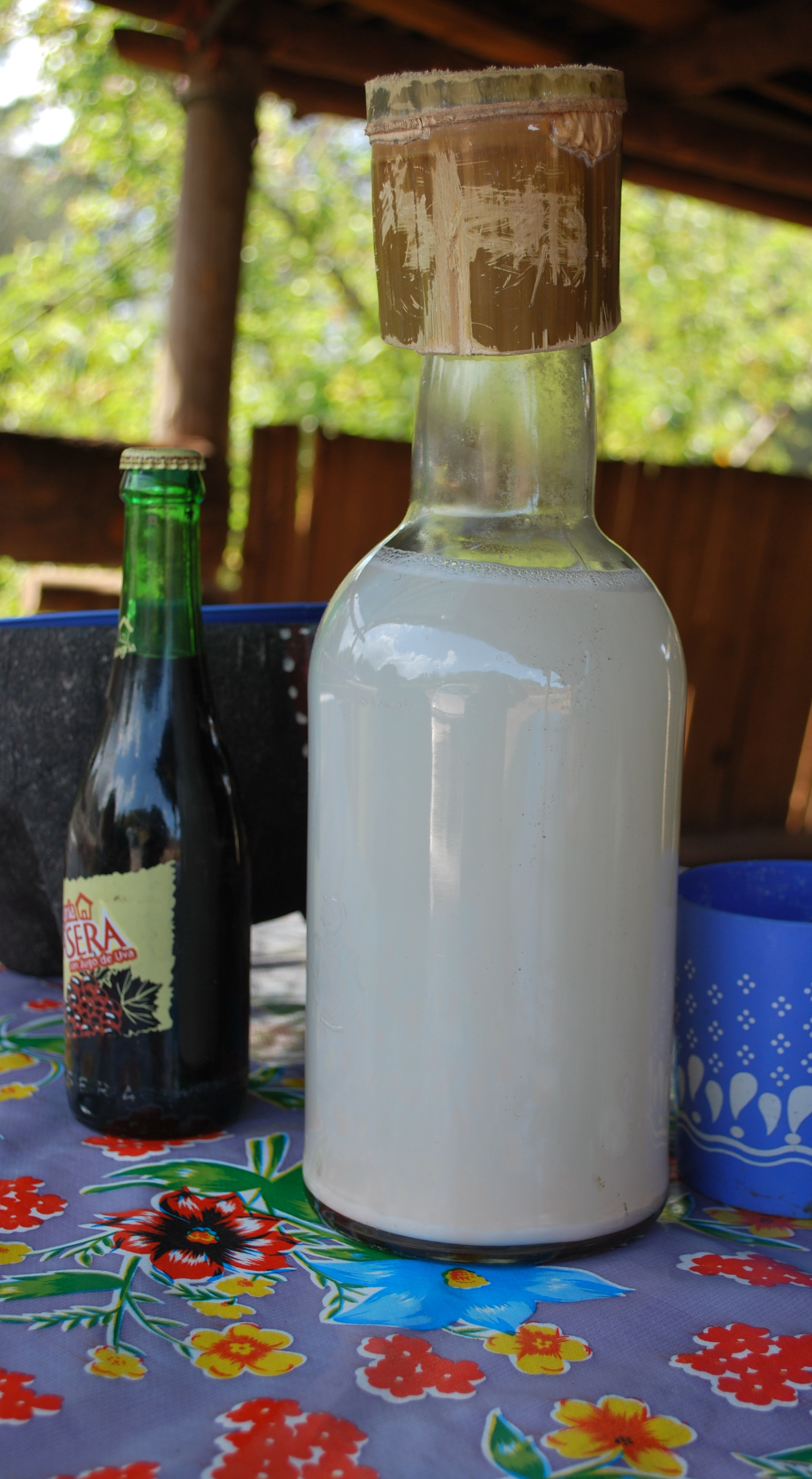
Pulque

Le mezcal est embouteillé avec une larve d'insecte, soit une larve de Comadia redtenbacheri (gusano rojo, ver rouge), soit une larve de Scyphophorus acupunctatus (ver du maguey), tous les deux parasites de l'Agave américain. Traditionnellement, celui qui finit la bouteille doit avaler le ver.

#### Médecine traditionnelle
La plante est utilisée en médecine traditionnelle au Mexique, mais aussi dans des pays où elle s'est naturalisée tels que le Brésil, la Chine et l'Inde. Elle aurait des propriétés anti-inflammatoires, anti-bactériennes, anti-fongiques et diurétiques. Son activité contre la production de toxines d’Aspergillus parasiticus a été mise en évidence, ainsi que son action inhibitrice sur la reproduction de deux espèces d’Aspergillus.

#### Production de biomasse et de biocarburants
Des études sont menées pour estimer la rentabilité d'une production de biomasse et de biocarburants à partir de l'Agave américain. Selon les estimations d'un chercheur, Arturo Velez Jimenez, un hectare de culture produirait plus de 500 tonnes de biomasse, trois fois plus de sucres que la canne à sucre, quatre fois plus de cellulose que l'eucalyptus et cinq fois plus de biomasse sèche que le peuplier.

### Culture de l'Agave américain

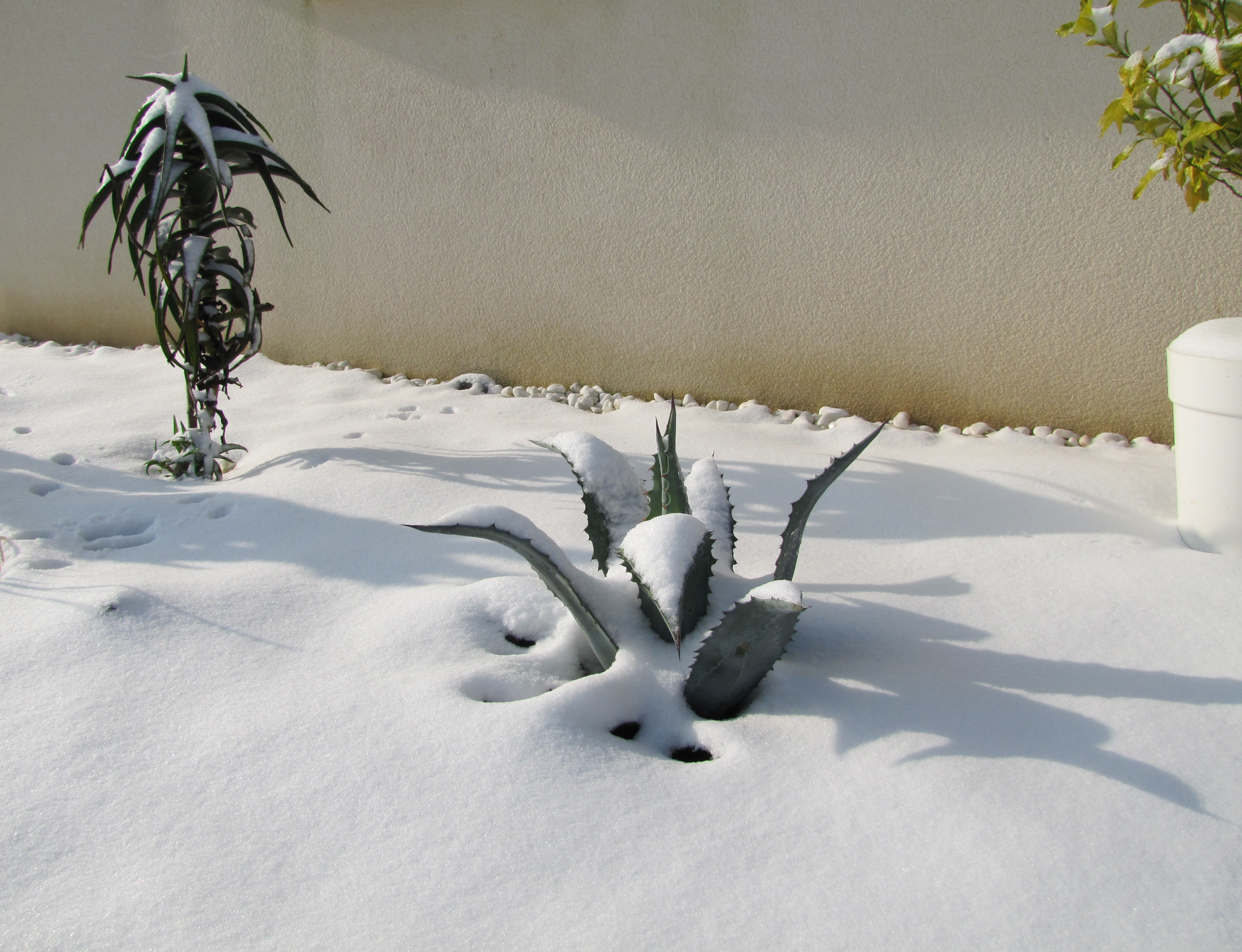
Aloé strié et agave americana sous la neige par -4°

C'est une plante rustique qui peut survivre jusqu'à −12 °C sur une courte période et tolère une grande variété de sols, même si sa multiplication végétative est meilleure sur sols sableux.
Il peut subir des attaques fongiques ou de parasites tels que la cochenille lanigère, les larves de Scyphophorus acupunctatus...

### L'Agave américain dans la culture

Mayahuel
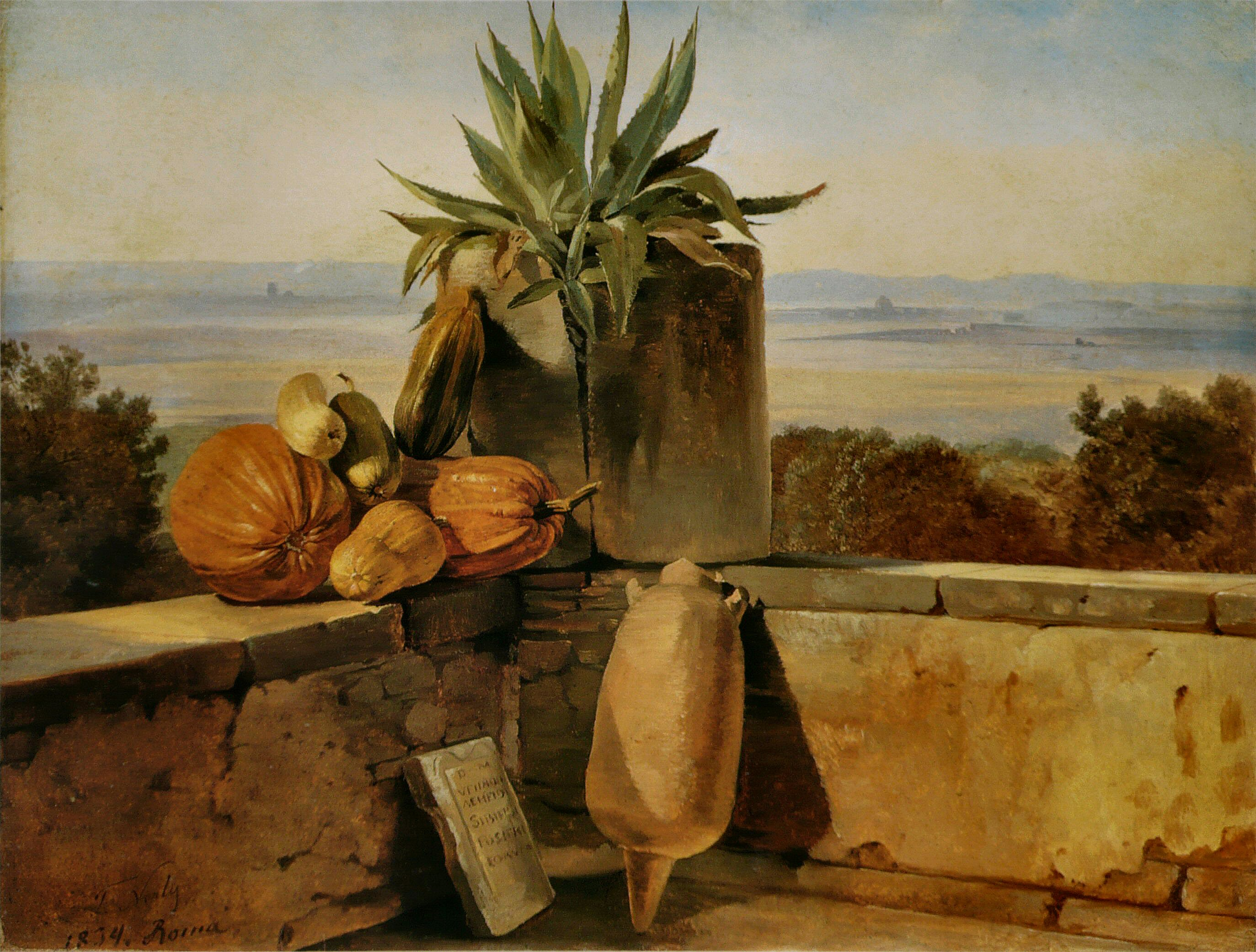
Terrasse à Rome de Friedrich von Nerly

#### Mayahuel
Mayahuel est une divinité aztèque, la déesse de l'ébriété et de l'agave.

## Noms vernaculaires
- en castillan : acíbara, agave, alcibara, alcibarón, alcimara, alcimarón, aloe, aloe americana, aloe americano, alzabara, alzavara, arzabara, arzabarón, atzahara, atzavara, azabara, azabarón, cabuyá, cardón, cimbara, donarda, figarasa, ágave, javila, magüey, maguey, metl, pita, pitaca, pitacón, pitaco, pita común, pitera, pitón, sábila, zabilla, zábila[21], pita, cardal, champagra del Perú, maguey, galime, tepehuán.

- en quechua : paqpa[22]